# 시어도어 라이크

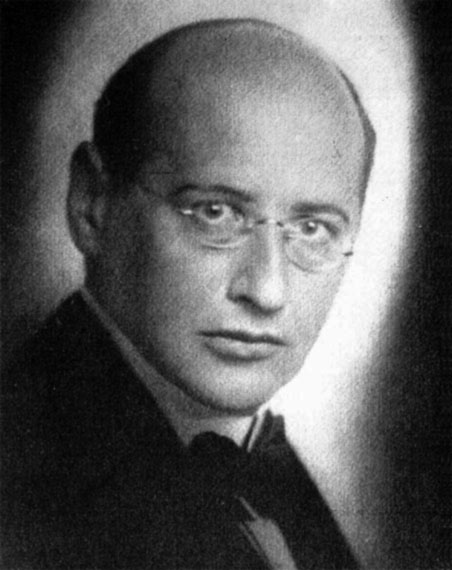

시어도어 라이크(Theodor Reik, 1888년 5월 12일 오스트리아 빈 ~ 1969년 12월 31일 뉴욕)는 빈에서 지그문트 프로이트의 첫 번째 제자들 중 한 명으로 훈련을 받은 정신분석학자이자 미국의 일반 전문가에 의한 분석(Lay analysis) 부문을 개척한 사람이다.
1912년 빈 대학교에서 심리학 박사학위를 받았다. 정신요법적 청취, 가피학증, 범죄학, 문학, 종교의 정신분석학적 연구를 한 것으로 잘 알려져 있다.

## 같이 보기
- 부정적 능력